# Jakab Tamás (színművész)
Jakab Tamás (Debrecen, 1962. október 23.–) Jászai Mari-díjas magyar színművész.

## Pályafutása
A Színház- és Filmművészeti Főiskolán, Szirtes Tamás osztályában szerzett színművész diplomát 1985-ben, azóta kisebb megszakításokkal a Szegedi Nemzeti Színház tagja. Még 1985-ben Emir Kusturica és Ljubiša Ristić látta őt Walpurg, a részeges költő szerepében Witkiewicz Az őrült és az apáca című darabjában. Ennek hatására meghívták legendás társulatukba, az Atelier 212-be. A délszláv háború kitöréséig a társulat egyik vezető művésze volt, szerb nyelven játszotta többek között a Hamlet címszerepét és Richmondot a III. Richárdból. 2002-ben, már újra a szegedi társulat tagjaként Jászai Mari-díjjal tüntették ki. 2003-tól két évadon át a Veszprémi Petőfi Színház tagja volt. Ott alakította először Cervantes, ill. Don Quijote szerepét a La Mancha lovagja c. musicalben; ezért az alakítását 2003-ban Latinovits Zoltán-díjjal ismerték el. Szerepelt a Bujtor István által rendezett Kakukkfészek előadásban, amely az ország számos városában aratott sikert. Filmszerepei közül egyik kedvence a még a főiskolai évek alatt forgatott Befejezetlen ragozás. A Széchenyi István életéről szóló A Hídemberben és a Glamourban is szerepelt; az utóbbi fődíjat nyert a 31. Magyar Filmszemlén. 1999-ben és 2000-ben a szegedi közönség szavazataival alakításaiért kétszer is elnyerte a Dömötör-díjat.

## Színházi szerepeiből
A Színházi adattárban regisztrált bemutatóinak száma: 135; 

### Pályájának jelentős szerepei
- Shakespeare: Hamlet.... Hamlet
- Shakespeare: III. Richárd.... Richmond
- Kesey: Kakukkfészek.... Billy Bibitt
- MacDermot–Rado–Ragni: Hair.... Claude
- Kálmán Imre: Csárdáskirálynő.... Bóni
- Molière: Tartuffe.... Tartuffe
- Shakespeare: Vízkereszt.... Malvolio
- Stein–Bock–Harnick: Hegedűs a háztetőn.... Mótel, a szabó
- Tim Rice–Andrew Lloyd Webber: Jézus Krisztus szupersztár.... Júdás
- Witkievicz: Az őrült és az apáca.... Walpurg
- Dale Wassermann–Mitch Leigh–Joe Darion: La Mancha lovagja.... Cervantes, Don Quijote

### Szerepei az utóbbi évadokban, a Szegedi Nemzeti Színházban
- Darvasi László: Bolond Helga.... Kauf (2006)
- Dés László–Geszti Péter–Békés Pál: A dzsungel könyve.... Balu (2006)
- Burgess: Mechanikus narancs.... Csavargó, Brodsky (2006)
- H. P. Bigest: Hab... Selyem (2006)
- Kodály Zoltán: Háry János.... Krucifix generális (2007)
- Horváth Péter: Csaó Bambínó.... Színész (2007)
- Shakespeare: Hamlet.... Második színész, később Második sírásó (2007)
- Shakespeare: Lear király.... Gloster (2008)
- Goldoni: A kávéház.... Don Marzio (2008)
- Stephens: Pornográfia.... Öregúr (2008)
- Shakespeare: A tévedések komédiája.... Szolinusz, Efezus hercege (2009)
- Victor Hugo: Királyasszony lovagja (Ruy Blas).... Don Guritán (2009)
- Offenbach: Orfeusz az alvilágban.... Szophosz (2009)
- Kosztolányi Dezső: Édes Anna.... Vizsgálóbíró (2010)
- Feydeau: Bolha a fülbe.... Baptistin (2010)
- Molnár Ferenc: Liliom.... Berkovics detektív, Fogalmazó (2010)
- Kálmán Imre: Csárdáskirálynő.... Miska, főpincér (2010)
- Kosztolányi Dezső: Édes Anna.... Vizsgálóbíró (2010)
- Shakespeare: A makrancos hölgy.... Gremio (2011)
- Kodály Zoltán: Háry János.... Ebelasztin báró (2011)
- Valla Attila–Szikora Róbert: Macskafogó.... Safranek (2011)
- Schiller: Haramiák.... Moser lelkész, Szerzetes (2011)
- Dale Wassermann–Mitch Leigh–Joe Darion: La Mancha lovagja.... Don Quijote (2012)
- Ibsen: Hedda Gabler.... Brack bíró (2012)
- Szép Ernő: Május.... Az öngyilkos (2012)
- Katona József: Bánk bán.... Tiborc (2013)
- Pozsgai: Pipás Pista.... Szulák Mihály (2013)
- Tasnádi: Memo.... Lónyai Imre (2013)
- Dürrenmatt: Az öreg hölgy látogatása.... Ill (2013)
- Shakespeare: Othello.... Brabantio (2014)
- Feydeau: A hülyéje.... Pinchard (2014)
- Shakespeare: Ahogy tetszik.... A száműzött vagy idősebb Herceg (2014)
- Hašek: Švejk.... Katz, a pap és Jungwirt, a fürdőző (2014)
- Mary Shelley: Frankenstein.... Viktor Frankenstein apja (2015)
- Zalán Tibor: Szása i Szása....Béla, a katolikus pap (2015)
- Molnár Ferenc: Az üvegcipő....Rendőrtanácsos (2015)
- Caragiale: Az elveszett levél....Elnök úr (2016)
- Ibsen/Arthur Miller/B.: A nép ellensége....Morten Kiil (2016)
- Bulgakov: Menekülés....Főparancsnok a fehéreknél, Griscsenko (2016)
- Háy János: Utánképzés (ittas vezetőknek)....Laci, társasházi közös képviselő (2017)
- Csehov: Ványabácsi (sic!)....Szerebrjakov (2017)
- Shaffer: Amadeus....Salieri inasa, Bonno karmester (2017)
- Papp András–Térey János: Kazamaták....Szigeti János teherautósofőr (2018)

## Filmes és televíziós szerepei
- Kossuthkifli (2015) ...torontáli felkelő
- Magyar Passió (2021) ...Fekete

## Díjak, elismerések
- Jászai Mari-díj (2002)
- Dömötör-díj (1999, 2000)
- Latinovits Zoltán-díj (2003)
- Szeged Kultúrájáért díj (2020)[4]